# Državni arhiv u Pazinu
Državni arhiv u Pazinu nalazi se u ulici Vladimira Nazora 3 u Pazinu.

## Stvarna i mjesna nadležnost
Državni arhiv u Pazinu javna je ustanova i obavlja arhivsku službu kao javnu službu u skladu sa Zakonom o arhivskom gradivu i arhivima. 
Državni arhiv u Pazinu obavlja djelatnost na području Istarske županije koja obuhvaća gradove: Buje, Buzet, Labin, Novigrad, Pazin, Poreč, Pula, Rovinj, Umag, Vodnjan i općine: Bale, Barban, Brtonigla, Cerovlje, Gračišće, Grožnjan, Fažana, Funtana, Kanfanar, Karojba, Kaštelir-Labinci, Kršan, Lanišće, Ližnjan, Lupoglav, Marčana, Medulin, Motovun, Oprtalj, Pićan, Raša, Sveta Nedelja (Nedešćina), Sveti Lovreč, Sveti Petar u Šumi, Svetvinčenat, Tar-Vabriga, Tinjan, Višnjan, Vižinada, Vrsar i Žminj.

## Povijest
Državni arhiv u Pazinu osnovan je 1958. godine pod nazivom Istarski arhiv - Pazin. Ipak, tradicija čuvanja arhivskog gradiva u Istri potječe još od 14. stoljeća, a o njoj svjedoče odredbe sadržane u statutima istarskih srednjovjekovnih općina, gradova i kaštela. Prvi ozbiljniji pokušaj osnivanja arhiva u Istri došao je od strane Zemaljskog sabora Markgrofovije Istre u Poreču (Dieta Provinciale del Margraviato dell'Istria), koji nakon 1871. godine započinje rad na prikupljanju izvornog arhivskog gradiva i izradi prijepisa, a sve to s ciljem osnivanja Pokrajinskog arhiva Istre. Prikupljanje gradiva za budući Pokrajinski arhiv nastavlja Istarsko društvo za arheologiju i domovinsku povijest (Societá Istriana di Archeologia e Storia Patria), no plan osnivanja arhiva nije uspio.
Osnutkom Državnog arhiva u Trstu (Direzione di Archivio di Stato di Trieste) 1926. godine, u čijoj je nadležnosti bilo i područje istarske provincije, započinje razdoblje institucionalizirane skrbi nad arhivskim gradivom, a dio gradiva stvorenog radom istarskih institucija od razdoblja mletačke uprave nadalje preuzima se dijelom u tršćanski Arhiv.
Ponovna inicijativa za osnivanjem arhiva sa sjedištem u Istri pokrenuta je u prvim godinama poslijeratnog razdoblja u sklopu aktivnosti vezanih za popisivanje i dokumentiranje ratnih šteta nad kulturnim dobrima, a koje su provođene pri Oblasnom narodnom odboru za Istru (1945-1947). Ipak, nakon 1945. godine, sve do osnutka DAPA, za prikupljanje gradiva s područja Istre nadležan je Državni arhiv u Rijeci, koji već 1948. godine započinje intenzivno prikupljanje arhivskog gradiva istarskih upravnih i pravosudnih tijela te tijekom razdoblja do osnutka istarskog arhiva sa sjedištem u Pazinu provodi osnovne aktivnosti vezane uz obradu i zaštitu gradiva. Većina tog gradiva vraćena je Državnom arhivu u Pazinu do 1991. godine.
U sklopu strategija vezanih uz jačanje i razvoj arhivske službe, a u cilju stvaranja mreže arhiva na cijelom području tadašnje NR Hrvatske, sredinom 1950-ih godina donose se odluke vezane uz osnivanje arhiva i na područjima na kojima do sada nisu postojali. Narodni odbor Kotara Pula donosi Rješenje o osnivanju Kotarskog arhiva Kotara Pula sa sjedištem u Pazinu, u čijoj je nadležnosti hrvatski dio istarskog poluotoka, odnosno prostor tadašnjeg Narodnog odbora kotara Pula, a današnje Istarske županije. Arhiv je osnovan Rješenjem Narodnog odbora kotara Pula broj: S-194/158. od 20. listopada 1958. godine pod nazivom Istarski arhiv - Pazin.
Područje nadležnosti istarskog arhiva nije se mijenjalo od njegova osnutka do danas, a naziv se mijenjao još u tri navrata: od 1960. godine do 1993. godine Arhiv djeluje pod nazivom Historijski arhiv - Pazin, od 1993. do 1997. kao Povijesni arhiv Pazin, a nakon 1997. godine kao Državni arhiv u Pazinu.
Prvi prostori u kojima je djelovao Arhiv nalazili su se u centru stare povijesne jezgre Pazina - pazinskom Kaštelu. Količina gradiva, koje se istovremeno vraćalo iz Rijeke i preuzimalo s terena od imatelja arhivskog gradiva s područja Istre, nadmašila je smještajne kapacitete prostora u Kaštelu, pa je već od sredine 1960-ih godina dio radnih prostora zajedno s upravom Arhiva smješten u zgradi nasuprot Kaštelu na Trgu Istarskog razvoda 2. S ciljem objedinjavanja djelatnosti unutar jednog namjenski opremljenog prostora, 1980. godine završena je obnova zgrade Prve hrvatske velike državne gimnazije u Pazinu, a od tada pa sve do danas uprava Arhiva i najveći dio radnih prostora zaposlenika nalazi se u ovoj zgradi, smještenoj u Ulici Vladimira Nazora 3. Spremišta arhivskog gradiva nalaze se i dalje na sve tri spomenute lokacije.

## Djelatnost
Osnivač Državnog arhiva u Pazinu je Republika Hrvatska u skladu s Zakonom o arhivskom gradivu i arhivima. Prava i dužnosti osnivača obavlja Ministarstvo kulture i medija u okviru ovlasti Vlade Republike Hrvatske klasa: 025-04/94-01/01, urbroj: 5030104-94-3 od 27. svibnja 1994. godine.
Državni arhiv u Pazinu obavlja arhivsku službu u odnosu na arhivsko i dokumentarno gradivo državnih, regionalnih i lokalnih tijela, pravnih osoba s javnim ovlastima i javnih službi, javnih ustanova i javnih poduzeća, trgovačkih društava koja su nastala iz bivših javnih poduzeća i drugih koji obavljaju javnu službu ili imaju javne ovlasti, pravne osobe, obitelji i pojedince, te privatno arhivsko gradivo koje je zaštićeno na temelju čl. 2. Zakona o arhivskom gradivu i arhivima, a koji obavljaju djelatnost na području djelovanja Državnog arhiva u Pazinu iz članka 2. Statuta i u odnosu na gradivo koje je nastajalo na području djelovanja Državnog arhiva u Pazinu bez obzira gdje je trenutno pohranjeno.
Obavljajući arhivsku službu Državni arhiv u Pazinu u skladu sa Zakonom o arhivskom gradivu i arhivima i Zakonom o javnim ustanovama:
- provodi mjere zaštite arhivskog gradiva u DAPA i brine se za njegovu sigurnost;
- sređuje, popisuje i objavljuje arhivsko gradivo, te ga daje na korištenje;
- obavlja stručni nadzor nad čuvanjem i odabiranjem arhivskog gradiva koje se nalazi izvan DAPA i određuje mjere njegove zaštite, te donosi rješenja o suglasnosti na Pravilnike o zaštiti i obradi arhivskog i registraturnog gradiva i odobrenja na Posebne popise,
- provodi neposredni nadzor nad arhivskim gradivom DAPA i drugih imatelja arhivskog gradiva izvan sustava državnih arhiva;
- preuzima javno arhivsko gradivo;
- prikuplja privatno arhivsko gradivo otkupom, poklonom ili pohranom;
- obavlja sigurnosno i zaštitno snimanje arhivskog gradiva, te restauratorske i konzervatorske poslove u svezi s arhivskim gradivom;
- daje podatke, izvatke iz dokumenata i ovjerovljene prijepise na zahtjev korisnika;
- izrađuje i objavljuje obavijesna pomagala za pojedine arhivske fondove i zbirke;
- organizira predavanja za studente i učenike, te seminare, radionice i druge oblike stručnog osposobljavanja i usavršavanja za djelatnike u pismohranama;
- priređuje izložbe, predavanja i provodi druge oblike kulturne djelatnosti radi poticanja zanimanja za arhivsko gradivo i arhivsku djelatnost;
- surađuje s drugim arhivima, znanstvenim, kulturnim i srodnim ustanovama, te ustanovama dokumentacijske i informacijske službe;
- izdaje časopis "Vjesnik istarskog arhiva" (VIA) i posebna stručno znanstvena izdanja o arhivskom gradivu i povijesti Istre (PI); kataloge izložbi i sl.;
- organizira stručne skupove, sudjeluje u ostvarenju stručnih i znanstvenih projekata drugih ustanova; te
- obavlja i druge poslove određene Zakonom i drugim propisima.

## Unutarnje ustrojstvo
Prema Statutu Državnog arhiva u Pazinu klasa: 012-03/18-01/01, urbroj: 2163-56-01-22-13 od 1. lipnja 2022. godine na koji je Ministarstvo kulture Republike Hrvatske dalo suglasnost 13. lipnja 2022. godine svojim aktom klasa: 611-03/22-01/0026, urbroj: 532-02-03-01/2-22-3 i Pravilniku o unutarnjem ustrojstvu i načinu rada u Državnom arhivu u Pazinu, Državni arhiv u Pazinu ima sljedeće ustrojbene jedinice:
- Odjel za opće poslove
- Odjel za zaštitu arhivskog i dokumentarnog gradiva izvan Arhiva
- Odjel za sređivanje i obradu arhivskog gradiva do 1945.
- Odjel za sređivanje i obradu arhivskog gradiva od 1945.
- Odjel za dokumentacijsko-informacijske poslove s dvama odsjecima: Odsjekom za informatičku podršku i Odsjekom za Knjižnicu
- Odjel za zaštitu arhivskog gradiva, restauraciju i konzervaciju i Odsjek za digitalizaciju i mikrofilmiranje
- Odjel za crkveno arhivsko gradivo

## Vanjske poveznice
- Mrežne stranice Državnog arhiva u Pazinu
- Facebook stranica Državnog arhiva u Pazinu
- Instagram kanal Državnog arhiva u Pazinu
- Youtube kanal Državnog arhiva u Pazinu